# Боке (Казахстан)
Боке (каз. Бөке, до 04.05.1993 г. — Юбилейный) — упразднённое село в Жарминском районе Восточно-Казахстанской области Казахстана. Входило в состав Акжальского сельского округа. Исключено из учетных данных в 2017 г. Код КАТО — 634433200.

## Население
В 1999 году население села составляло 709 человек (374 мужчины и 335 женщин). По данным переписи 2009 года, в селе проживал 101 человек (53 мужчины и 48 женщин).

## История
Посёлок Юбилейный основан в 1949 г. До середины 2000-х годов находился в статусе поселка городского типа.